# Joves Ecosocialistes
Joves Ecosocialistes (Joves Eco; «Jóvenes Ecosocialistas») es una organización española de ámbito catalán que se define como juvenil, política, social, cultural y laica que quiere sumar el mayor número de voluntades en favor de una sociedad de personas iguales en derechos, libres y diversas. La organización se reivindica como ecosocialista y ecofeminista, con un compromiso para transformar la realidad que le rodea. Joves Ecosocialistes es una organización autónoma que forma parte del espacio político de Catalunya en Comú desde su fundación en 2017. Está estrechamente vinculada con el ecologismo político tanto a nivel catalán como a nivel europeo, donde es organización miembro de la Federación de Jóvenes Verdes Europeos.La militancia de Joves Ecosocialistes, pues, forma parte de un espacio diverso vinculado con la izquierda transformadora catalana, como Catalunya en Comú, Barcelona en Comú, Podemos o de la propia asociación juvenil.
La organización fue fundada en 1992 como Joves amb Iniciativa (Jóvenes con Iniciativa) como resultado de la unión entre la Joventut Comunista de Cataluña (JCC, la organización juvenil del Partido Socialista Unificado de Cataluña) y la Entesa de Joves Nacionalistes d'Esquerra (EJNE, la organización juvenil de la Entesa de Nacionalistes d'Esquerra). En 2000 la organización cambió su nombre por el de Joves d'Esquerra Verda (JEV), haciendo una apuesta por la izquierda verde europea y el ecosocialismo. En 2021 acabó adoptando su denominación actual, Joves Ecosocialistes,iniciando así una nueva etapa caracterizada por su participación e implicación en el espacio de Catalunya en Comú y En Comú Podem, reivindicando también los valores e ideas del ecosocialismo catalán.

## Historia
Tras la caída del muro de Berlín en 1989 y la caída del mundo soviético, las izquierdas comunistas entraron en un momento de repensamiento político, orgánico y estratégico. En Cataluña, el nuevo paradigma político y económico hicieron avanzar al Partido Socialista Unificado de Cataluña y a la Joventut Comunista de Catalunya (Juventud Comunista de Cataluña) en la formación de Iniciativa por Catalunya junto con la Entesa dels Nacionalistes d'Esquerra y la Entesa de Joves Nacionalistes d'Esquerra (Entiente de Jóvenes Nacionalistas de Izquierda)
Joves amb Iniciativa, con la fusión de la JCC y la EJNE, se funda en 1992 con el objetivo de construir los pilares fundamentales del anticapitalismo eurocomunista en Cataluña: el ecologismo, para crear un nuevo sistema sostenible; el feminismo, por luchar por la igualdad entre hombres y mujeres; y un catalanismo popular enlazado al sindicalismo de clase.
En los años noventa, con la consolidación del espacio de Iniciativa per Catalunya Verds, la asociación procedió a cambiar de nombre por el de Joves d'Esquerra Verda (Jóvenes de Izquierda Verde). Este cambio supuso también una renovación ideológica, puesto que fue la primera organización juvenil en Cataluña que reivindicó el ecosocialismo como ideología, lo que influenció en la definición de Iniciativa per Catalunya Verds como una formación ecosocialista. La etapa estuvo marcada por la consolidación de la organización y por el reforzamiento del papel de jóvenes dentro de la estructura de Iniciativa per Catalunya Verds.
Durante el período de emergencia de diversos movimientos climáticos a nivel europeo y en Cataluña, JEV consideró que debía abanderar el ecosocialismo. Además, aportó también toda la visión municipalista y el aprendizaje de las confluencias de izquierdas. Por eso, la organización impulsó el cambio organizativo e ideológico bajo el nombre de Joves Ecosocialistes. El objetivo que la organización reivindica es ser la punta de lanza del ecosocialismo juvenil catalán, dentro del espacio político de Catalunya en Comú, así como seguir desarrollando la presencia del Partido Verde Europeo en Cataluña .

## Programa[2]
Según el manifiesto de la organización juvenil, desde Joves Ecosocialistes reivindican el ecosocialismo como una ideología capaz de defender la justicia social, la solidaridad, la igualdad de oportunidades, el respeto y la defensa de las libertades personales, la igualdad de género, la paz, la emancipación nacional y la sostenibilidad. Para Joves Eco, el ecosocialismo quiere transformar la sociedad actual superando el sistema capitalista para avanzar hacia una sociedad justa, sostenible y democrática.
Joves Ecosocialistes defiende el ecosocialismo como respuesta a la crisis climática. Ante una situación de emergencia para la vida tal y como la conocemos sobre el planeta, tanto en condiciones de habitabilidad como de reproducción, la respuesta que da Joves Ecosocialistes es articular un sistema ideológico y de praxis política que responda al gran reto que la humanidad tiene de antemano. La organización considera que esto implica reconocer, en primer lugar, que el sistema capitalista, en su vertiente neoliberal, es la causa de esta situación que vivimos: ha sido el responsable de la reproducción de las diversas opresiones que han sometido a seres humanos y no humanos durante, al menos, los últimos doscientos años.
De este modo, la organización se declara anticapitalista para poder construir un nuevo sistema justo, a escala de la vida y los ecosistemas que la soportan, sin dejar de lado las reivindicaciones históricas del socialismo. Sumando la vertiente ecologista y socialista, defienden que la única respuesta posible para garantizar una vida en un planeta en crisis climática es la garantía de una vida en condiciones dignas. Una vida que no podría entenderse sin su reproducción en sociedad, basada en los cuidados de una persona hacia la otra, entendiendo además que cada sociedad forma parte de un ecosistema, sea rural o urbano, que es necesario velar por preservar, y donde la mitad de su población, las personas autoidentificadas como mujeres, no pueden estar excluidas.
Joves Ecosocialistes es, pues, una organización ecosocialista y ecofeminista, que apuesta por seguir luchando por garantizar vidas dignas para todas las personas, incluyéndolas en sus diversas alteridades: de clase, de origen, de género, de edad y de capacidades.

## Organización
Forma parte de Joves Ecosocialistes quien libremente milita aceptando los principios definidores de la entidad. La edad para participar en la organización se sitúa orientativamente entre los quince y los treinta y dos años.
El máximo órgano de decisión es la Asamblea Nacional, que se reúne cada dos años, en la que se aprueba la línea política y se elige la Coordinación Nacional, el Equipo Coordinador Nacional y el Consejo Nacional. La Coordinación Nacional es la máxima representación de la organización. El Equipo Coordinador Nacional es la dirección y ejecutiva de Joves Eco, y es miembro nato del Consejo Nacional, máximo órgano de toma de decisiones entre asambleas.
Joves Ecosocialistes mantiene relaciones con la Revista Jovent, publicación juvenil en activo más antigua en catalán.
Los espacios básicos de participación son los grupos sectoriales, en los que se trabajan cuestiones ideológicas y temáticas. Están formados en función de las necesidades de la organización y con el objetivo de tener debates y posicionamientos sobre todas las cuestiones que preocupan y afectan a la militancia. Las sectoriales de Joves Ecosocialistes son feminismos i LGTBI, republicanismo, derechos sociales, ecologismo e internacionalismo.

## Coordinación Nacional
La Coordinación Nacional de Joves Ecosocialistes es el cargo de máxima dirección y representación de la organización, y se elige a la Asamblea Nacional. Actualmente, y desde 2002, la Coordinación Nacional de Joves Eco se compone por mínimo una mujer. Ha habido un total de 10 períodos diferenciados por las coordinaciones nacionales que ha tenido la entidad juvenil.
| Período          | Coordinación Nacional                    |
| ---------------- | ---------------------------------------- |
| 1992-1996        | Josep Vendrell                           |
| 1996-2000        | Joan Herrera                             |
| 2000-2002        | Sergi de Maya                            |
| 2002-2004        | Susi Montón i Bernat Pérez               |
| 2004-2008        | Laia Ortíz i Castellví i David Cid       |
| 2008-2012        | Janet Sanz i Miguel Ángel Díaz           |
| 2012-2016        | Anna Rovira i Pau Planelles              |
| 2016-2018        | Munsa Mompió i Gabino Martínez           |
| 2018-2021        | Esther García (fins 2019) i Marc Collado |
| 2021- actualidad | Anna Winkelmann i Dani Sosa              |

## Militantes
Joves Ecosocialistes históricamente se ha reivindicado como una organización útil para la creación de nuevos cuadros políticos que después su organización política de referencia ha reivindicado. La Trobada d'Estiu (Encuentro de Verano) es una de las principales herramientas para la formación de la militancia, así como diferentes actos y formaciones que organiza Joves Eco. Por Joves han pasado políticos y políticas de reconocido nivel como Ernest Urtasun, Aina Vidal, David Cid, Aïda Llauradó, Janet Sanz, Laia Ortiz, Joan Herrera, Josep Vendrell, Candela López, Maria Freixanet, Lídia Muñoz y Pau González.
Por otra parte, también ha dado mucha importancia a la recuperación de la memoria histórica y la lucha antifranquista del Partido Socialista Unificado de Cataluña. Desde la organización colaboran anualmente con entidades memorialistas, entre ellas la Asociación de Expresos Políticos del Franquismo, por la organización del homenaje a los fusilados del PSUC. Son militantes de honor de la organización personalidades como Miguel Núñez, Maria Salvo, Enric Pubill, Luis Martín Bielsa, Carme Casas, Leandre Saún y Romuald Grané.